# القوات المسلحة العثمانية
القوات المسلحة العثمانية (بالعثمانية:اردوى همايون) هي القوات المسلحة التابعة للدولة العثمانية تتألف من 3 قطاعات أساسية هي القوة البرية (مشاة وفرسان ومدفعية وجندرمة) وسلاح البحرية وسلاح الجو ويتولى ناظر الحربية قيادة الجيش فيما يتولى قيادة سلاح البحرية قائد الأسطول العثماني أما سلاح الجو فضمن صلاحيات هيئة الطيران أولا ثم في المفتشية العامة للمفرزة العلمية في وزارة الحربية العثمانية أما في الحرب العالمية الأولى فكان سلاح الجو ضمن القيادة العسكرية العليا للقوات المسلحة.

## التاريخ
التاريخ العسكري العثماني يمكن أن يقسم إلى فترتين أساسيتين:
- الفترة الكلاسيكية وهي تبدأ مع تأسيس الدولة العثمانية وتأسيس قوتها العسكرية عام 1299.
- الفترة الحديثة: وهي تبدأ مع الإصلاحات العسكرية العثمانية في القرن التاسع عشر التي قادها السلطان سليم الثالث.

### العصر الكلاسيكي

#### القوات غير النظامية (1237–1365)

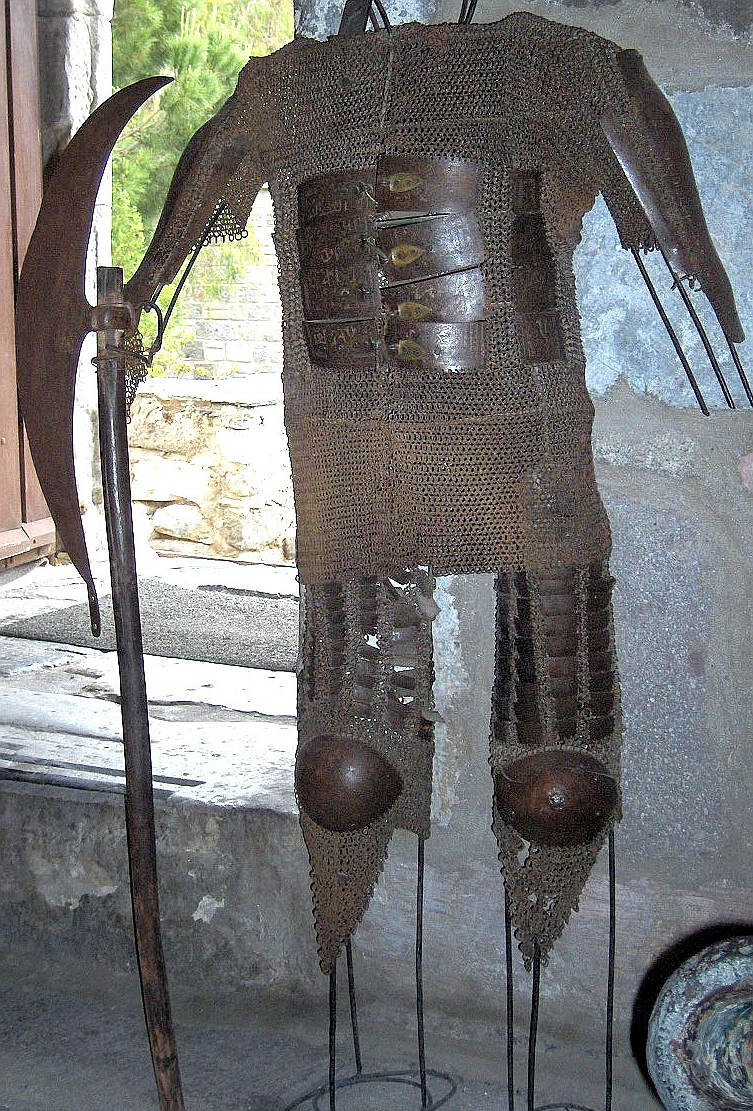
درع عثماني من الفترة السابقة على إنشاء الجيش النظامي.

لم يكن للإمارة العثمانية عند قيامها جيش نظامي تعتمد عليه، وقد وقع عبء الفتوح الأولى على عاتق المجاهدين والمتطوعين وجماعات الدراويش، وكانوا كلهم من الفرسان، فيجتمعون في مكان محدد عن طريق المنادين ثم يخرجون إلى الحرب، فإذا انتهت تفرّقت جموعهم وعاد كل واحد إلى عمله الأساسي. وقد اعتمد العثمانيون منذ أول ظهورهم في التاريخ، نظامًا إقطاعيًا كان الهدف منه تأمين مصدر ثابت لإمداد جيوشهم بالجند، يغنيهم عن إنشاء جيش نظامي دائم ويُوفر لهم نفقاته، وكان أساس هذا النظام هو إقطاع أو منح المحاربين بعض المقاطعات الزراعية مقابل التزامهم بأن يكونوا دومًا على استعداد للسير إلى الحرب متى يُدعون إليها، مع أعداد من الفرسان من أتباعهم تتناسب ومساحة الإقطاعة الممنوحة لكل منهم، وأن يجهزوهم بكل ما يحتاجون إليه من خيل وسلاح.

#### الانكشارية (1365–1828)

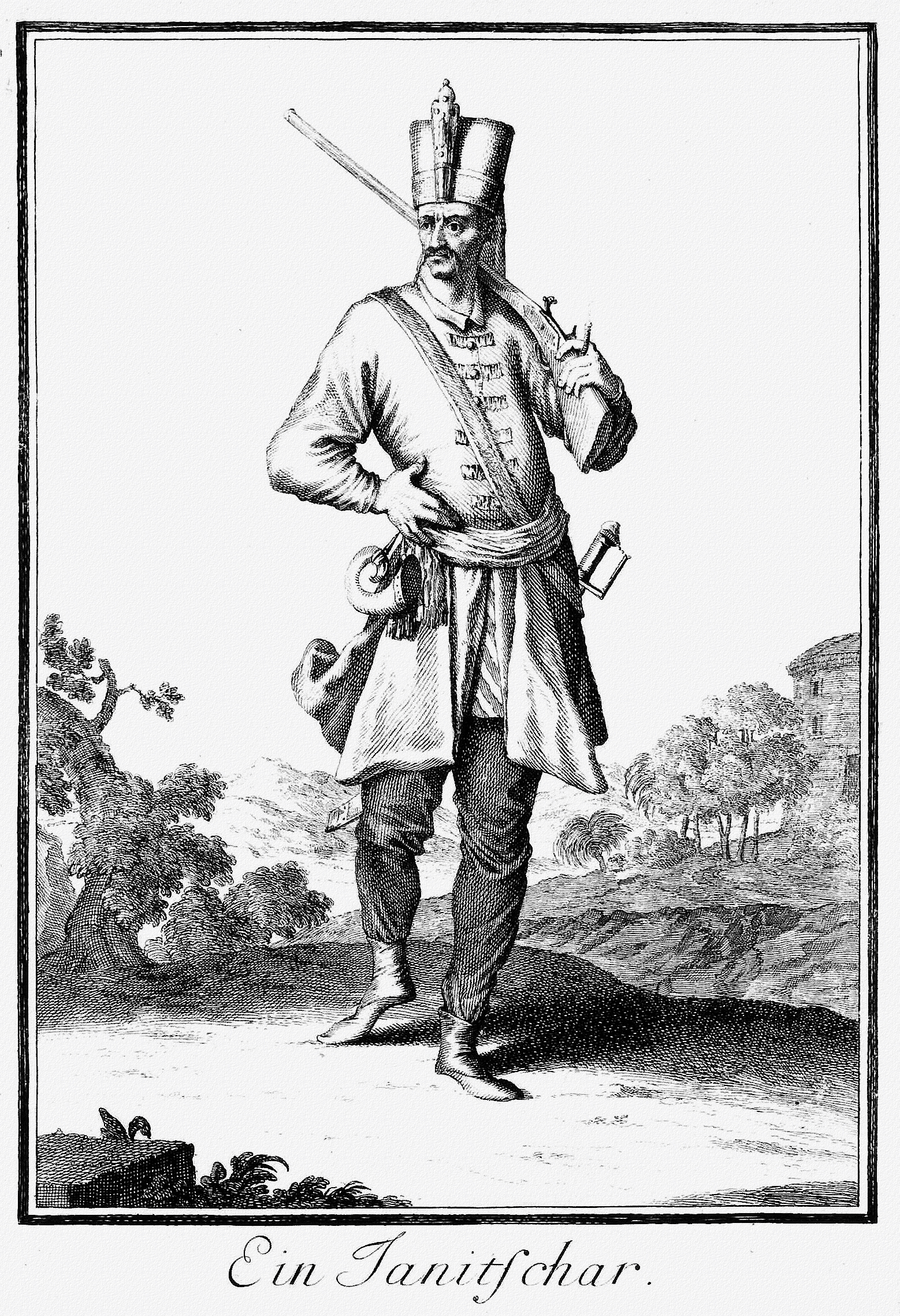
جندي من الإنكشارية.

يُعتبر السلطان أورخان الأول مؤسس الجيش العثماني الحقيقي، فقد أدرك من خلال معاركه حاجته إلى جيش من المشاة يستطيع فتح القلاع واقتحام الأسوار المنيعة، ولا يعرف أفراده حرفة سوى القتال، فأنشأ أول الأمر جيشًا نظاميًا مؤلفًا من فرق متعددة، كل فرقة منقسمة إلى وحدات تتألف من عشرة أنفار، ومئة نفر، وألف نفر. ثم اختار ألفًا من أسرى الحروب، وأغلبهم من صغار السن، بين السابعة والعاشرة، وضمّ إليهم الأولاد المسيحيين المشردين والأيتام الذين توفي آباؤهم أو أمهاتهم خلال الغزوات والمعارك، ثم صهر الجميع في بوتقة واحدة، وأنشأهم على الدين الإسلامي وعلى التعلق بشخصه والإخلاص له وللدين والوطن، فكان هؤلاء هم نواة جيش الإنكشارية (بالتركية العثمانية: يکيچرى؛ أي الجيش الحديث). كان الانكشارية لا يعرفون حرفة ولا عمل إلا القتال والحرب، وتألّف الجيش الانكشاري من ثلاث فرق مختلفة هي: السكمان والجماعة والفرقة، وكان رئيسه الأعلى يُعرف باسم «آغا الانكشارية». تكاثر عدد الانكشارية مع الزمن فبلغ في بعض الأحوال ستين ألفًا، وجميع المؤرخون متفقون على إطراء روح النظام التي تميّز بها هؤلاء الجنود في العصر الذهبي للدولة، فلم يكن عندهم مكان للخمر أو للقمار أو غير ذلك من الآفات التي عرفتها جيوش أوروبا في تلك العهود. ولكن الفساد ما لبث أن دبّ إلى هذا الجيش مع الزمن، فاعتاد الانكشارية أن يتمردوا ويطالبوا بالهبات السخية كلما ارتقى العرش سلطان جديد. وقد شكلوا في العهود المتأخرة عقبة كانت تحول دون الإصلاح والتجديد، فأبادهم السلطان محمود الثاني عن بكرة أبيهم وألغى جميع أزيائهم وألقابهم. أنشأ العثمانيون إلى جانب جيش المشاة جيشًا من الفرسان عُرف باسم «الفرسان السواري» أو سپاهی، ويُعرفهم معظم الكتّاب العرب باسم «الفرسان السيباه»، وقد لعب هؤلاء دورًا كبيرًا في تقدم الفتوح عبر أوروبا، لكنهم أصيبوا بالفساد كما الإنكشارية في أواخر عهدهم، واشتركوا معهم في نفس المصير. عُني العثمانيون بسلاح المدفعية عناية عظمى، وأنشأوا فرقة خاصة في الجيش هي فرقة المدفعية أو «الطوبجيّة». وكانت المدفعية تتقدم الجيش عند الهجوم، في حين كان الانكشارية يرافقون طليعة الجيش.

### الجيش العثماني الحديث (1826-1922)

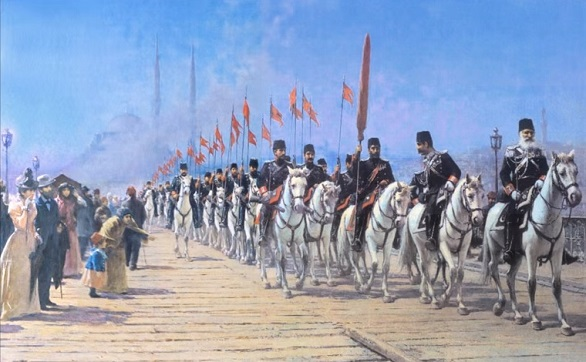
رسم للخيالة العثمانيون بعد الإصلاحات العسكرية للسلطانين محمود الثاني وعبد المجيد الأول.

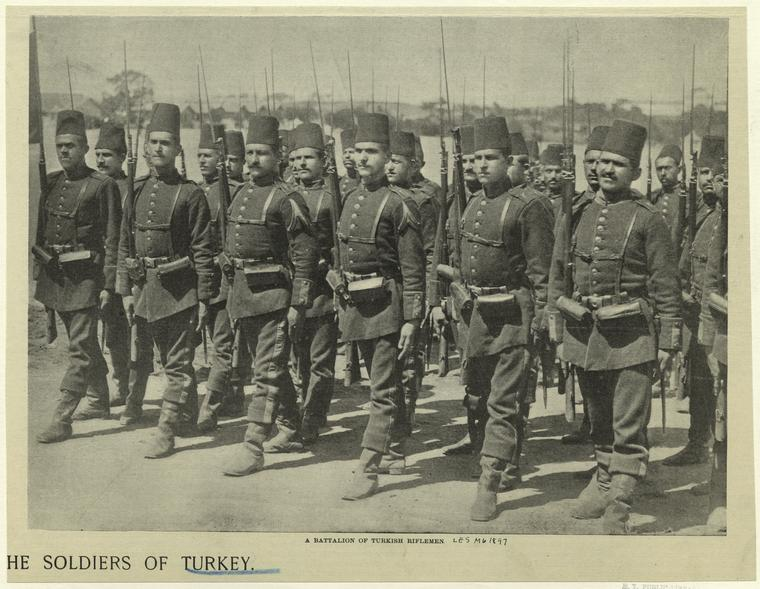
كتيبة مشاة عثمانية 1897

بعد أن قضى السلطان محمود الثاني على الإنكشارية، أقدم على إلغاء جميع الفرق العسكرية غير المنتظمة، وأضحى الجيش كله مؤلفًا من جنود منتظمين مسلحين بأحدث الأسلحة وصل تعدادهم بحلول عام 1826م إلى اثني عشر ألف جندي وارتفع هذا العدد إلى خمسة وسبعين ألفًا بحلول عام 1828م. أطلق السلطان على الجيش الجديد اسم "العساكر المنصورة المحمدية"، واستدعى ضباطًا ومهندسين فرنسيين وألمانًا لتدريب أفراده وفق النموذج الأوروبي. وأسس السلطان أكاديمية عسكرية في عام 1834م، وأرسل بعض خريجيها إلى العواصم الأوروبية لاستكمال دراساتهم العليا.
توفي السلطان محمود الثاني في عام 1839 واكمل سلفه السلطان عبد المجيد الأول الإصلاحات على المؤسسة العسكرية فغير اسم الجيش إلى «العساكر النظامية السلطانية» (بالتركية: Asakir-i Nizamiye-i Şahane) وتقرر تقسيم الجيش إلى عدة قيادات إقليمية يكون لكل منها قائد برتبة مشير يعين من قبل السرعسكر في إسطنبول أدى هذا الأمر إلى انهاء سيطرة حكام الولايات على القوات العسكرية الواقعة ضمن حدودهم الإقليمية وربط قيادة الجيش مباشرة بإسطنبول.
وفي في ولاية السلطان عبد الحميد الثاني (1876-1909) مر الجيش العثماني بالعديد من الإصلاحات العسكرية لاسيما في الفترة التي أعقبت العام 1880م، إذ استهل هذه الفترة بالاستفادة من الضباط الألمان وذلك بتعيين كل من الكولونيل كولكر وكومر كمستشارين عسكريين. وقام بتطور مناهج الكلية العسكرية لتوائم النظام الأوروبي.وقد تم تغيير تسمية الكلية العسكرية إلى كلية العلوم الحربية.وتم في هذه الكلية العمل بنظام الدرجات والترقيات المهنية. اتسمت هذه الفترة بالتنظيم الشديد للجيش إلا أن الأمر اختلف كثيرا في السنوات الأخيرة لحكم عبد الحميد خصوصا مع تقليل الميزانية المخصصة للجيش التي كانت تقدر بحوالي 7 ملايين ليرة سنويا من أصل 18.9 مليون ليرة للميزانية الكلية للدولة، الأمر الذي شكل عبئا كبيرا على الدولة.
بعد الحرب العالمية الأولى استمر الجيش العثماني موجودًا بصفة رسمية حتى قيام الجمهورية التركية، عندما أصبحت جميع القوات العثمانية إلى جانب قوّات مصطفى كمال تُشكل القوات المسلحة التركية.

## البحرية والأسطول

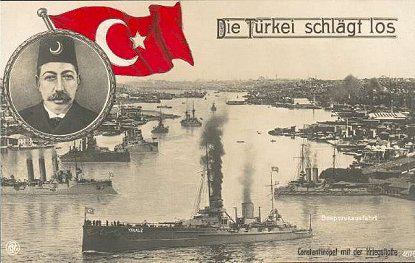
صورة للأسطول العثماني داخل مضيق القرن الذهبي على بطاقة بريدية ألمانية تعود للسنوات الأولى من الحرب العالمية الأولى.

أنشأ العثمانيون أسطولاً[ ؟ ] بحريًا كبيرًا ساعدهم في كثير من فتوحاتهم البرية والبحرية على السواء. ولعلّ الفضل في تعزيز الأسطول العثماني يعود إلى السلطان محمد الفاتح أولاً، ولمّا تولّى العرش السلطان سليم الأول واصل تعزيز هذا السلاح، ثم جاء سليمان القانوني فزاد عدد سفنه فبلغت ثلاثمئة. وكان الأسطول العثماني يتألّف من دوارع ثقيلة وطرّادات خفيفة، وكان مزودًا بمدفعية قوية. ولكن الدولة أهملت الأسطول، في اواخر القرن السادس عشر، فتضائل عدد قطعه، واقتصر نشاطه على خفر السواحل تقريبًا. وفي عهد الإصلاحات والتنظيمات حاول السلطان محمود الثاني النهوض بالبحرية فبنى سفينة «المحمودية» التي كانت طيلة سنوات أكبر سفينة حربية في العالم، وحاول السلطان عبد العزيز الأول إحياء البحرية العثمانية من جديد وزيادة قطعها، فبنى أسطولاً كان الأكبر في العالم بعد أساطيل بريطانيا وفرنسا، واستحصل من بريطانيا على أوّل غواصة حربية من نوعها. لكن على الرغم من كل ذلك، اعتقد السلطان بأن الأسطول العثماني غير مؤهل ليواجه نظيره الروسي في معركة مباشرة، فأمر بإبقاء السفن داخل مضيق القرن الذهبي، فحُبست طيلة 30 سنة. أسست جمعية الإتحاد والترقي، بعد أن استلمت الحكم في البلاد، «جمعية البحرية العثمانية» الهادفة لشراء سفن حربية جديدة بغية تطوير الأسطول العثماني.

## سلاح الجو
تأسس سلاح الجو العثماني في شهر يونيو من سنة 1909م وأول مدرسة طيران في عام 1912، وبهذا فهو يُعتبر من أقدم أسلحة الجو في العالم، وقد تلقّى الطيارون العثمانيون تدريبهم في ألمانيا إجمالاً، وقاتلوا على جبهات عديدة أثناء الحرب العالمية الأولى: من غاليسيا غربًا إلى القوقاز شرقًا، واليمن جنوبًا.